# Bonne-Espérance
Bonne-Espérance är en kommun i provinsen Québec i Kanada. Den ligger i regionen Côte-Nord, i den östra delen av landet, 1 500 km öster om huvudstaden Ottawa.
Kommunen bildades 1990 genom utbrytning av byarna Old Fort (Vieux-Fort), Rivière-Saint-Paul och Middle Bay samt omgivande vildmark ur Côte-Nord-du-Golfe-Saint-Laurent.
Kommunen är officiellt tvåspråkig (franska och engelska), med 99 % engelsktalande och 1 % fransktalande (modersmålstalare) vid folkräkningen 2021.